# Tỉnh của Cộng hòa Dân chủ Congo
Cộng hòa Dân chủ Congo hiện tại có 25 tỉnh và thủ đô Kinshasa tương đương với một tỉnh về mặt hành chính.

## Lịch sử
Khi Bỉ sáp nhập Congo vào năm 1908 thì nó được tổ chức thành 22 quận. Trong đó có 10 tỉnh phía tây trực tiếp được quản lý bởi chính quyền thuộc địa còn các tỉnh còn lại phía đông được chia ra quản lý bởi hai phó thống đốc. Tám quận ở phía đông bắc hợp thành tỉnh Orientale còn bốn quận phía đông nam thành lập ra tỉnh Katanga. Đến năm 1919, thuộc địa Congo được tổ chức thành bốn tỉnh là Congo-Kasaï (5 quận tây nam), Équateur (5 quận tây bắc), Orientale và Katanga.
Năm 1932, thuộc địa được chia tách thêm hai tỉnh nữa, tên được đặt theo thành phố thủ phủ nhưng đến năm 1947 thì đã không được thông qua.
Đến năm 1960, sau khi độc lập thì thuộc địa Congo trở thành Cộng hòa Congo. Đến năm 1963, đất nước này được tổ chức thành 21 tỉnh (được gọi là provincettes), cộng với thủ đô Léopoldville thì cũng thành 22 đơn vị hành chính như thời thuộc địa. Năm 1966, 21 đơn vị hành chính này hợp thành 8 tỉnh và thành phố thủ đô được đổi tên thành Kinshasa. Năm 1971, đất nước được đổi tên thành Zaire và ba tỉnh cũng được đổi tên. Năm 1975, thủ đô Kinshasa có được vị thế của một tỉnh. Năm 1988, tỉnh Kivu được chia thành ba tỉnh. Năm 1997, đất nước được đổi tên thành Cộng hòa Dân chủ Congo, ba tỉnh đã được đổi tên vào năm 1971 hoặc lấy lại tên cũ hoặc đổi thành tên khác.
Điều 2 của Hiến pháp nước Cộng hòa Dân chủ Congo được thông qua năm 2006, quy định tổ chức lãnh thổ thành 26 tỉnh,, một lần nữa giống với các tỉnh cũ trước đây và quận thuộc địa ban đầu. Việc sắp xếp lại đã được lên kế hoạch để có hiệu lực trong vòng ba năm kể từ khi ban hành hiến pháp mới, tuy nhiên tiến độ còn chậm.
Vào tháng 10 năm 2007, Bộ trưởng Phân cấp Denis Kalume Numbi đã trình bày một dự luật về phân cấp trước Quốc hội. Các cuộc tranh luận sau đó đã đưa ra một loạt các vấn đề mà trước tiên phải được giải quyết với những thay đổi đối với các luật liên quan. Trong một hội nghị tháng 10 năm 2010 để đưa ra phán quyết thì liên minh AMP đã đề xuất sửa đổi Điều 226, trong đó kêu gọi thành lập 26 tỉnh trong số 11 tỉnh hiện tại, để cho phép có thêm thời gian cho quá trình chuyển đổi. Vào ngày 9 tháng 1 năm 2015, Quốc hội đã thông qua luật về phận hành chính mới của đất nước, theo đó các tỉnh mới sẽ được hình thành trong thời gian 12 tháng.

### Bản đồ

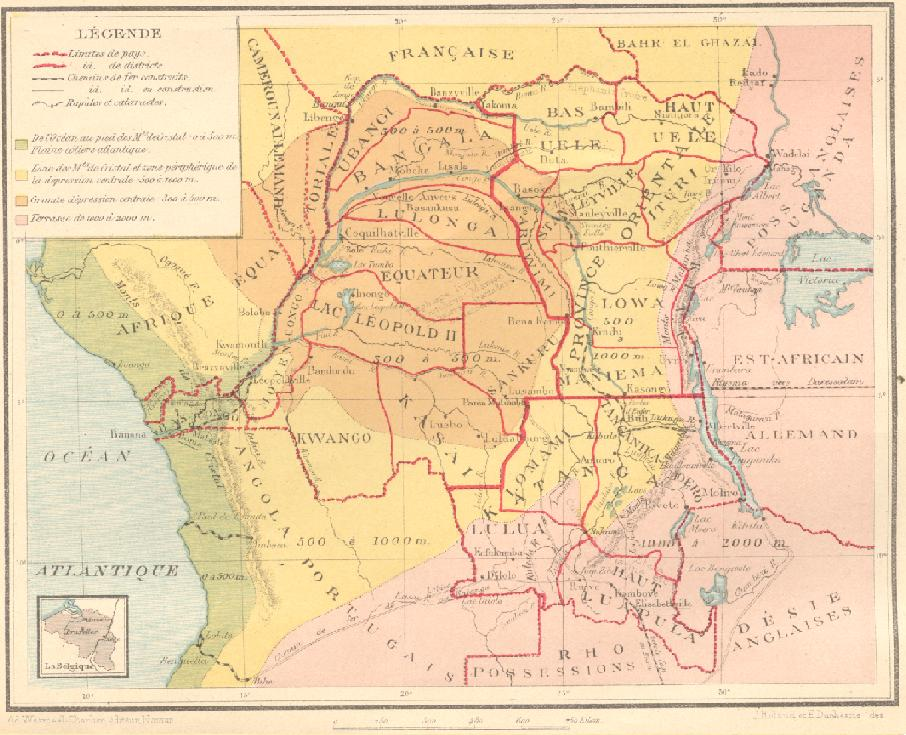
Các quận của Congo thuộc Bỉ vào năm 1914
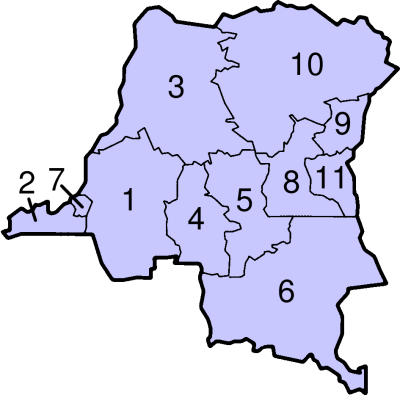
Các tỉnh của Cộng hòa Dân chủ Congo, 1997–2015
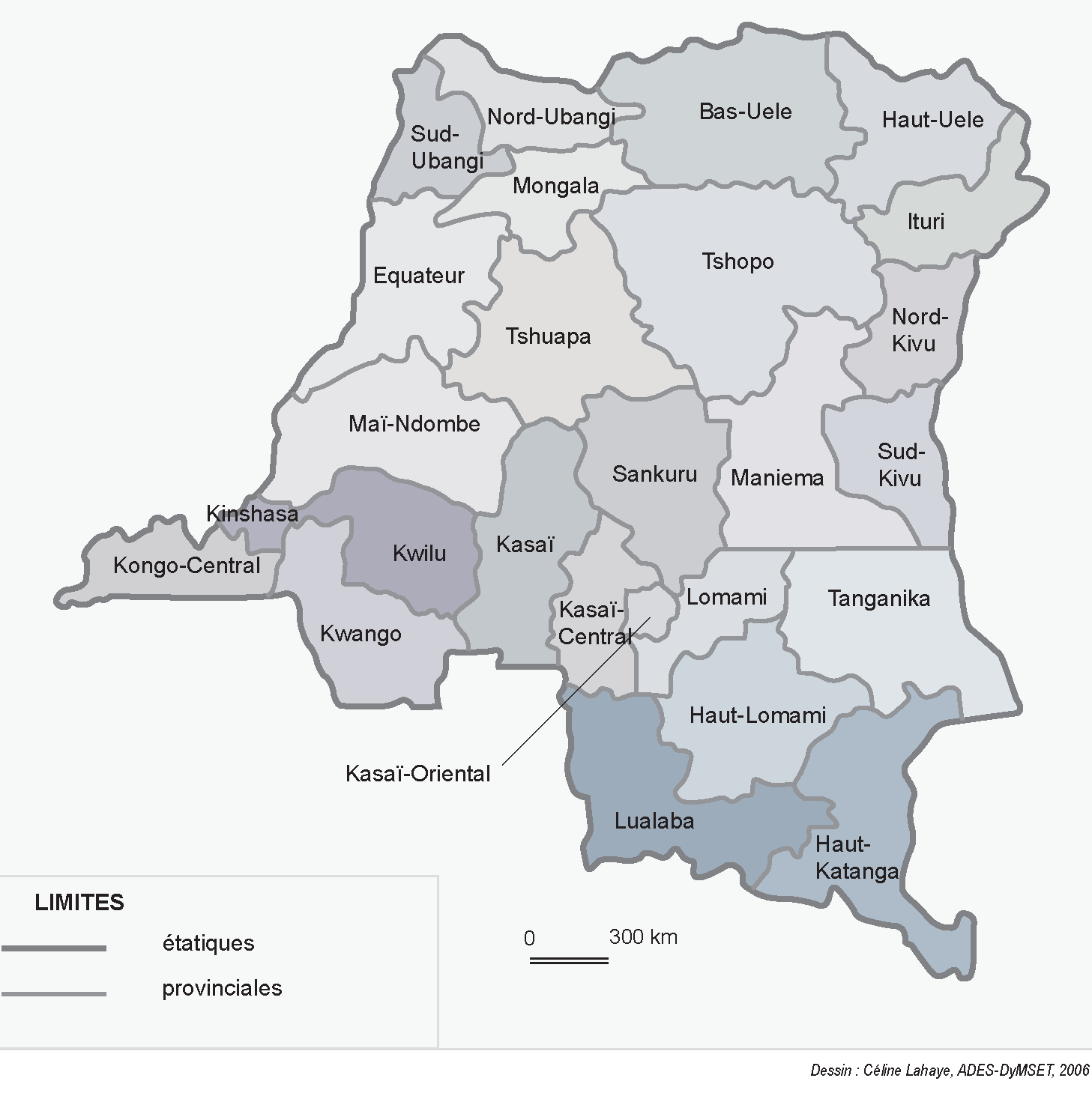
Các tỉnh từ năm 2015 (chính thức từ năm 2006)

### Tương ứng gần đúng giữa các tỉnh lịch sử và hiện tại
| Congo thuộc Bỉ  | Congo thuộc Bỉ | Congo thuộc Bỉ  | Congo thuộc Bỉ | Cộng hòa Congo   | Cộng hòa Congo   | Zaire            | Zaire            | Cộng hòa Dân chủ Congo | Cộng hòa Dân chủ Congo |
| 1908            | 1919           | 1932            | 1947           | 1963             | 1966             | 1971             | 1988             | 1997                   | 2015                   |
| 22 quận         | 4 tỉnh         | 6 tỉnh          | 6 tỉnh         | 21 tỉnh + thủ đô | 8 tỉnh + thủ đô  | 8 vùng + thủ đô  | 11 vùng          | 11 tỉnh                | 26 tỉnh                |
| --------------- | -------------- | --------------- | -------------- | ---------------- | ---------------- | ---------------- | ---------------- | ---------------------- | ---------------------- |
| Tanganika-Moero | Katanga        | Élisabethville  | Katanga        | Nord-Katanga     | Katanga          | Shaba            | Shaba            | Katanga                | Tanganyika             |
| Tanganika-Moero | Katanga        | Élisabethville  | Katanga        | Nord-Katanga     | Katanga          | Shaba            | Shaba            | Katanga                | Haut-Lomami            |
| Lulua           | Katanga        | Élisabethville  | Katanga        | Lualaba          | Katanga          | Shaba            | Shaba            | Katanga                | Lualaba                |
| Haut-Luapula    | Katanga        | Élisabethville  | Katanga        | Katanga-Oriental | Katanga          | Shaba            | Shaba            | Katanga                | Haut-Katanga           |
| Lomami          | Katanga        | Lusambo         | Kasaï          | Lomami           | Kasaï-Oriental   | Kasaï-Oriental   | Kasaï-Oriental   | Kasaï-Oriental         | Lomami                 |
| Sankuru         | Congo-Kasaï    | Lusambo         | Kasaï          | Sankuru          | Kasaï-Oriental   | Kasaï-Oriental   | Kasaï-Oriental   | Kasaï-Oriental         | Sankuru                |
| Kasaï           | Congo-Kasaï    | Lusambo         | Kasaï          | Sud-Kasaï        | Kasaï-Oriental   | Kasaï-Oriental   | Kasaï-Oriental   | Kasaï-Oriental         | Kasaï-Oriental         |
| Kasaï           | Congo-Kasaï    | Lusambo         | Kasaï          | Luluabourg       | Kasaï-Occidental | Kasaï-Occidental | Kasaï-Occidental | Kasaï-Occidental       | Kasaï-Central          |
| Kasaï           | Congo-Kasaï    | Lusambo         | Kasaï          | Unité-Kasaïenne  | Kasaï-Occidental | Kasaï-Occidental | Kasaï-Occidental | Kasaï-Occidental       | Kasaï                  |
| Moyen-Congo     | Congo-Kasaï    | Léopoldville    | Léopoldville   | Léopoldville     | Kinshasa         | Kinshasa         | Kinshasa         | Kinshasa               | Kinshasa               |
| Bas-Congo       | Congo-Kasaï    | Léopoldville    | Léopoldville   | Congo-Central    | Congo-Central    | Bas-Zaïre        | Bas-Zaïre        | Bas-Congo              | Kongo Central          |
| Kwango          | Congo-Kasaï    | Léopoldville    | Léopoldville   | Kwango           | Bandundu         | Bandundu         | Bandundu         | Bandundu               | Kwango                 |
| Kwango          | Congo-Kasaï    | Léopoldville    | Léopoldville   | Kwilu            | Bandundu         | Bandundu         | Bandundu         | Bandundu               | Kwilu                  |
| Lac Léopold II  | Équateur       | Léopoldville    | Léopoldville   | Mai-Ndombe       | Bandundu         | Bandundu         | Bandundu         | Bandundu               | Mai-Ndombe             |
| Équateur        | Équateur       | Coquilhatville  | Équateur       | Cuvette-Centrale | Équateur         | Équateur         | Équateur         | Équateur               | Équateur               |
| Équateur        | Équateur       | Coquilhatville  | Équateur       | Cuvette-Centrale | Équateur         | Équateur         | Équateur         | Équateur               | Tshuapa                |
| Lulonga         | Équateur       | Coquilhatville  | Équateur       | Moyen-Congo      | Équateur         | Équateur         | Équateur         | Équateur               | Mongala                |
| Bangala         | Équateur       | Coquilhatville  | Équateur       | Moyen-Congo      | Équateur         | Équateur         | Équateur         | Équateur               | Mongala                |
| Ubangi          | Équateur       | Coquilhatville  | Équateur       | Ubangi           | Équateur         | Équateur         | Équateur         | Équateur               | Nord-Ubangi            |
| Ubangi          | Équateur       | Coquilhatville  | Équateur       | Ubangi           | Équateur         | Équateur         | Équateur         | Équateur               | Sud-Ubangi             |
| Bas-Uele        | Orientale      | Stanleyville    | Orientale      | Uele             | Orientale        | Haut-Zaïre       | Haut-Zaïre       | Orientale              | Bas-Uele               |
| Haut-Uele       | Orientale      | Stanleyville    | Orientale      | Uele             | Orientale        | Haut-Zaïre       | Haut-Zaïre       | Orientale              | Haut-Uele              |
| Ituri           | Orientale      | Stanleyville    | Orientale      | Kibali-Ituri     | Orientale        | Haut-Zaïre       | Haut-Zaïre       | Orientale              | Ituri                  |
| Stanleyville    | Orientale      | Stanleyville    | Orientale      | Haut-Congo       | Orientale        | Haut-Zaïre       | Haut-Zaïre       | Orientale              | Tshopo                 |
| Aruwimi         | Orientale      | Stanleyville    | Orientale      | Haut-Congo       | Orientale        | Haut-Zaïre       | Haut-Zaïre       | Orientale              | Tshopo                 |
| Maniema         | Orientale      | Costermansville | Kivu           | Maniema          | Kivu             | Kivu             | Maniema          | Maniema                | Maniema                |
| Lowa            | Orientale      | Costermansville | Kivu           | Maniema          | Kivu             | Kivu             | Maniema          | Maniema                | Maniema                |
| Kivu            | Orientale      | Costermansville | Kivu           | Nord-Kivu        | Kivu             | Kivu             | Nord-Kivu        | Nord-Kivu              | Nord-Kivu              |
| Kivu            | Orientale      | Costermansville | Kivu           | Kivu-Central     | Kivu             | Kivu             | Sud-Kivu         | Sud-Kivu               | Sud-Kivu               |

## Danh sách
|                   | 1. Kinshasa      | 14. Ituri |
| 2. Kongo Central  | 15. Haut-Uele    |           |
| 3. Kwango         | 16. Tshopo       |           |
| 4. Kwilu          | 17. Bas-Uele     |           |
| 5. Mai-Ndombe     | 18. Nord-Ubangi  |           |
| 6. Kasaï          | 19. Mongala      |           |
| 7. Kasaï-Central  | 20. Sud-Ubangi   |           |
| 8. Kasaï-Oriental | 21. Équateur     |           |
| 9. Lomami         | 22. Tshuapa      |           |
| 10. Sankuru       | 23. Tanganyika   |           |
| 11. Maniema       | 24. Haut-Lomami  |           |
| 12. Nam Kivu      | 25. Lualaba      |           |
| 13. Bắc Kivu      | 26. Haut-Katanga |           |